# Syntowty
Syntowty (lit. Sintautai, dawn. pol. hist. Syntowicze) – miasteczko na Litwie w okręgu mariampolskim w rejonie szakowskim, położone ok. 9 km na południe od Szaków, siedziba gminy Syntowty. Zlokalizowane przy drodze Władysławów-Szaki.
Znajduje się tu zabytkowy kościół parafialny pw. Wniebowzięcia Najświętszej Maryi Panny z XIX w., a ponadto poczta, szkoła i muzeum litewskiego poety Pranasa Vaičaitisa.
Wieś wzmiankowana w XVI wieku, od 1736 roku prawa miejskie. Za Królestwa Polskiego istniała wiejska gmina Syntowty. Dekretem prezydenta Republiki Litewskiej miasteczko od 2001 roku posiada własny herb.